# 2179 Platzeck
2179 Platzeck је астероид главног астероидног појаса. Приближан пречник астероида је 19,65 ,
а средња удаљеност астероида од Сунца износи 3,012 астрономских јединица (АЈ).
Инклинација (нагиб) орбите у односу на раван еклиптике је 10,462 степени, а орбитални период износи 1909,650 дана (5,228 година). Ексцентрицитет орбите астероида износи 0,094.
Апсолутна магнитуда астероида износи 11,50 а геометријски албедо 0,114.
Астероид је откривен 28. јуна 1965. године.